# Ptichodis flavistriaria
Ptichodis flavistriaria là một loài bướm đêm trong họ Erebidae.